# Râul Găvanu
Râul Găvanu este un râu din România, unul din cele două brațe care formează râul Câmpul Ascuns. 

## Hărți
- Angheluță Vădineanu, Carmen Postolache, Georgia Cosor, Teodora Pălărie, Costel Negrei, Magdalena Bucur - Case Study Report - The Neajlov Catchment - [nefuncțională]